# General Mosconi (Salta)
General Mosconi é um município da província de Salta, na Argentina.